# Smithsonidrilus nimius
Smithsonidrilus nimius är en ringmaskart som beskrevs av Erséus 1997. Smithsonidrilus nimius ingår i släktet Smithsonidrilus och familjen glattmaskar. Inga underarter finns listade i Catalogue of Life.